# 조선민주주의인민공화국의 지도자 관저
다음은 조선민주주의인민공화국의 지도자인 김정일, 김정은의 관저로 알려진 곳의 위치이다.
| 이름        | 장소               | 시내에서 방향과 거리 | 좌표                            |
| 룡성 관저   | 평양시 룡성구역    | 북동쪽 12 km         | 위도 39.116377, 경도 125.805817 |
| 강동 관저   | 평양시 강동군      | 북동쪽 30 km         | 위도 39.201381, 경도 126.020683 |
| 신의주 관저 | 평안북도 신의주시  | 동쪽 8.5 km          | 위도 40.081519, 경도 124.499307 |
| 력포 관저   | 평양시 력포구역    | 남동쪽 19 km         | 위도 38.911222, 경도 125.922911 |
| 삼석 관저   | 평양시 삼석구역    | 북동쪽 21 km         | 위도 39.102224, 경도 125.973830 |
| 평성 관저   | 평안남도 평성시    | 북서쪽 11 km         | 위도 39.338774, 경도 125.804062 |
| 원산 관저   | 강원도 (북) 원산시 | 북동 5 km            | 위도 39.188647, 경도 127.477718 |
| 장수원 관저 | 평양시 룡성구역    | 북동쪽 15 km         | 위도 39.116069, 경도 125.877501 |
| 남포 관저   | 남포시             | 북서쪽 9 km          | 위도 38.777724, 경도 125.321217 |
| 백두산 관저 | 량강도 삼지연시    | 북서쪽 7 km          | 위도 41.857656, 경도 128.274726 |
| 향산 관저   | 자강도 향산군      | 남동쪽 15 km         | 위도 39.971916, 경도 126.321648 |
| 안주 관저   | 평안남도 안주시    | 동쪽 13 km           | 위도 39.635202, 경도 125.810313 |
| 창성 관저   | 평안북도 창성군    | 서쪽 9 km            | 위도 40.440384, 경도 125.118192 |
| 락원 관저   | 함경남도 락원군    | 남쪽 5 km            | 위도 39.857744, 경도 127.780674 |

## 같이 보기
- 관저
- 조선민주주의인민공화국의 지도자 목록
- 청와대